# ميكيلي بولفيرينو

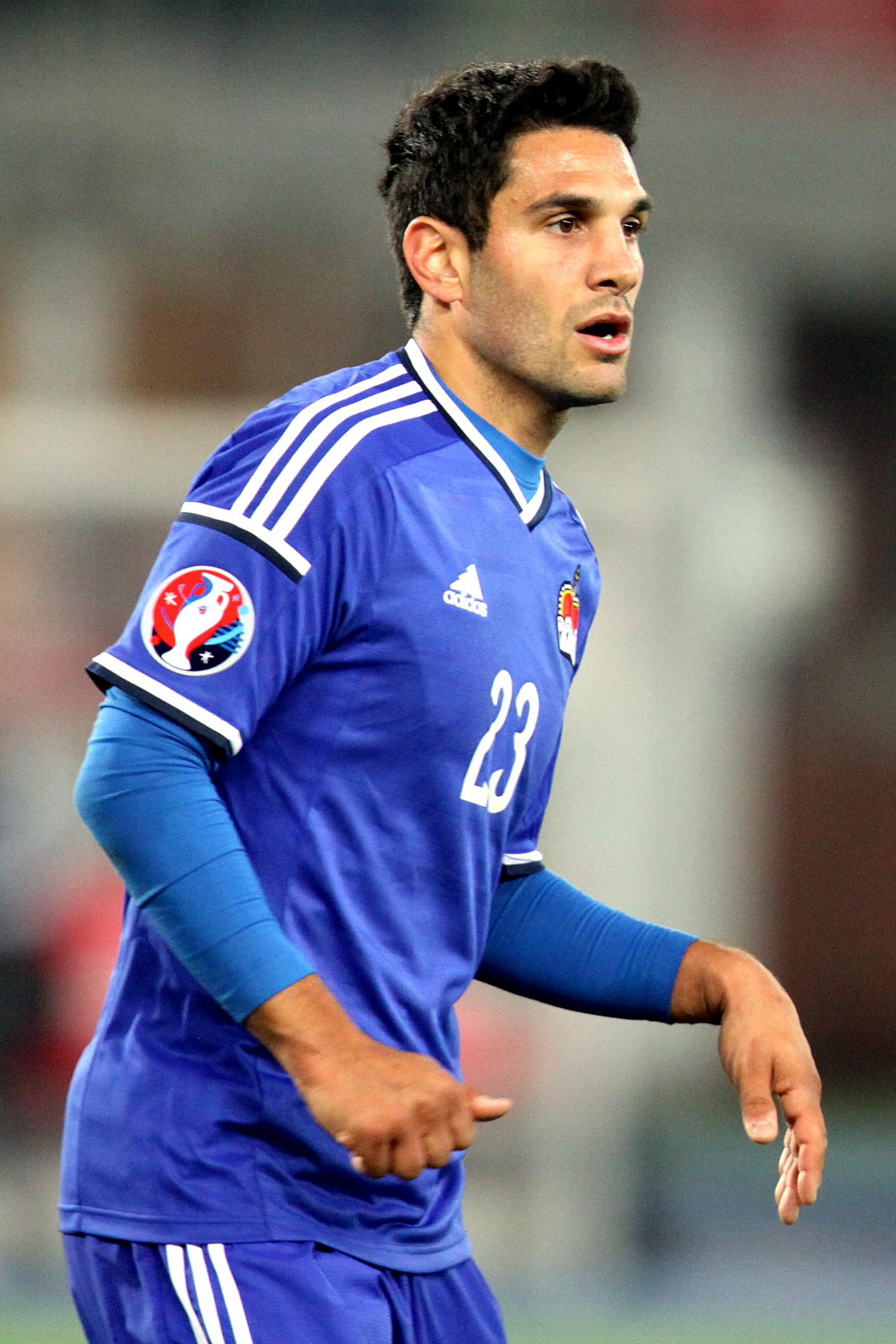
ميكيلي بولفيرينو

ميكيلي بولفيرينو (بالألمانية: Michele Polverino)‏ (مواليد 26 سبتمبر 1984 في غرابس) لاعب كرة قدم ليختنشتايني دولي يجيد اللعب في خط الوسط. يلعب حاليا لصالح نادي آراو السويسري منذ 2009 .

## أهدافه الدولية
| # | التاريخ        | المكان                               | الخصم      | الهدف | النتيجة | المسابقة                        |
| - | -------------- | ------------------------------------ | ---------- | ----- | ------- | ------------------------------- |
| 1 | 9 سبتمبر 2009  | ملعب راين بارك، فادوتس، ليختنشتاين   | فنلندا     | 1–1   | 1–1     | تصفيات أوروبا لكأس العالم 2010  |
| 2 | 9 فبراير 2011  | ملعب سان مارينو، سرافاله، سان مارينو | سان مارينو | 1–0   | 1–0     | ودية                            |
| 3 | 3 يونيو 2011   | ملعب راين بارك، فادوتس، ليختنشتاين   | ليتوانيا   | 2–0   | 2–0     | تصفيات بطولة أمم أوروبا 2012    |
| 4 | 22 مارس 2013   | ملعب راين بارك، فادوتس، ليختنشتاين   | لاتفيا     | 1–0   | 1–1     | تصفيات كأس العالم 2014 – أوروبا |
| 5 | 14 أغسطس 2013  | ملعب راين بارك، فادوتس، ليختنشتاين   | كرواتيا    | 2–2   | 2–3     | ودية                            |
| 6 | 14 ديسمبر 2017 | ملعب حمد بن خليفة، الدوحة، قطر       | قطر        | 2–1   | 2–1     | ودية                            |

## روابط خارجية
- ميكيلي بولفيرينو على موقع الاتحاد الأوربي (الإنجليزية)
- ميكيلي بولفيرينو على موقع قاعدة بيانات كرة القدم.إي يو (الإنجليزية)
- ميكيلي بولفيرينو على موقع ناشيونال فوتبول تيمز (الإنجليزية)
- ميكيلي بولفيرينو على موقع عالم كرة القدم.نت (الإنجليزية)
- ميكيلي بولفيرينو على موقع كووورة
- ميكيلي بولفيرينو على موقع AS.com (الإسبانية)